# 코젤렉의 개념사 사전

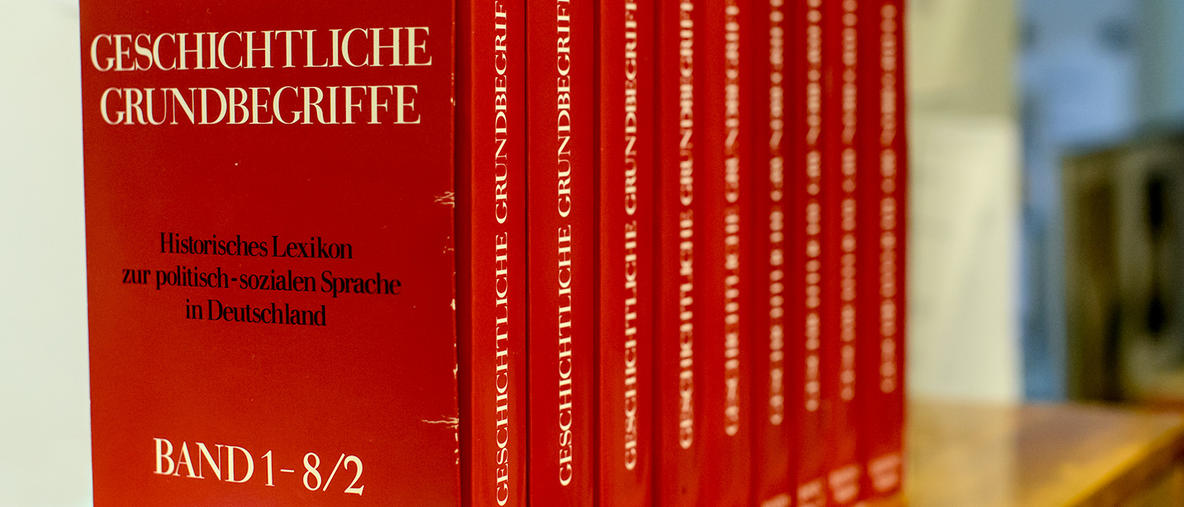

《역사적 기본 개념, 독일 정치·사회 언어 역사 사전》(독일어: Geschichtliche Grundbegriffe: Historisches Lexikon zur politisch-sozialen Sprache in Deutschland, 줄여서 《역사적 기본 개념》(Geschichtliche Grundbegriffe)) 혹은 《코젤렉의 개념사 사전》은 1972년부터 1997년까지 라인하르트 코젤레크와 오토 브루너, 베르너 콘체와 함께 발간한 개념사 사전이다. 이 사전은 총합 119개의 기본 개념을 담고 있으며, 개념사 사전의 표준 모델로 인정받고 있다.
코젤렉의 개념사 사전은 119개의 기본 개념들을 시대적 추이에 따라 총괄적으로 집대성하였으며, 이 작업에는 역사학자·법학자·경제학자·철학자·신학자들이 참여하였다. 또한 기존의 개념사를 넘어 정치 및 사회적 맥락속에서 전개되는 의미의 변화 양상을 다루고 있다.코젤렉은 이 사전에서 ‘개념’을 정치, 사회와 끊임없이 연관되면서 다의성을 갖는 단어로 봤다. 코젤렉의 개념사 사전에는 독일어 뿐만 아니라, 개념 형성에 영향을 미친 그리스어, 라틴어, 영어, 프랑스어의 어원을 살피면서 개념을 정밀하게 설명하고 있다.
코젤렉의 개념사 사전은 총 8권이 나왔으며, 대한민국에선 푸른역사에서 10권으로 출판하였다.

## 한국어 번역
한국어 번역본은 개념에 대해서 번역을 하여서, 10권을 제외한 각 권이 한 개념씩을 다루고 있다.
- 문명과 문화 - 본 사전의 7권, 666~774 페이지의 Zivilisation/Kultur, ISBN 9788994079233
- 진보 - 본 사전의 2권, 351~423 페이지의 Fortschritt, ISBN 9788994079240
- 제국주의 - 본 사전의 3권, 171~236 페이지의 Imperialismus, ISBN 9788994079257
- 전쟁 - 본 사전의 3권, 567~615 페이지의 Krieg, ISBN 9788994079264
- 평화 - 본 사전의 2권, 543~591 페이지의 Friede, ISBN 9788994079271
- 계몽 - 본 사전의 1권, 243~342 페이지의 Aufklärung, ISBN 9791156120216
- 자유주의 - 본 사전의 3권, 741~785 페이지의 Liberalismus, ISBN 9791156120223
- 개혁과 (종교)개혁 - 본 사전의 5권, 313~360 페이지의 Reform/Reformation, ISBN 9791156120230
- 해방 - 본 사전의 2권, 153~197 페이지의 Emanzipation, ISBN 9791156120247
- 노동과 노동자 - 본 사전의 1권, 154~215 페이지(노동), 216~242 페이지(노동자)의 Arbeit, Arbeiter, ISBN 9791156120254